# Айман аз-Завахири
А́йман Муха́ммад Раби́ аз-Зава́хири (араб. أيمن محمد ربيع الظواهري‎ — [ˈʔæjmæn mæˈħæmmæd ɾˤɑˈbiːʕ ezzˤɑˈwɑhɾi]; 19 июня 1951, Каир, Королевство Египет — 31 июля 2022, Кабул, Второй Исламский Эмират Афганистан) — международный террорист, 2-й лидер исламистской террористической группировки Аль-Каида (с 2011 по 2022 год), врач (хирург-офтальмолог), исламский богослов (и теоретик джихада), писатель.

## Биография
Аз-Завахири родился 19 июня 1951 года в пригороде Каира Маади в семье врачей и учёных, принадлежащих к высшему среднему классу. Его отец был профессором фармакологии в медицинском институте Каирского университета, а дед, Рабиа аз-Завахири, был великим имамом университета Аль-Азхар, главного центра религиозных исследований.
С раннего возраста аз-Завахири восхищали радикальные труды Сайеда Кутба, египетского исламиста, который учил, что арабские режимы «неверные» и должны быть заменены исламским правлением.
В 1970-х, когда он получил медицинскую степень хирурга, аз-Завахири сблизился с боевиками. Он объединил свою военизированную ячейку с другими, чтобы сформировать группу «Исламский джихад», и начал пытаться проникнуть в армию — в какой-то момент даже хранил оружие в своей частной клинике.
Затем последовало убийство в 1981 году президента Египта Анвара Садата боевиками «Исламского джихада». Убийство было совершено другой ячейкой в группе, и аз-Завахири писал, что узнал о заговоре всего за несколько часов до убийства. Но он был арестован вместе с сотнями других боевиков и отсидел три года в тюрьме.
Сообщается, что во время заключения его жестоко пытали, что, по мнению некоторых, сделало его более жестоким радикалом.
После освобождения в 1984 году аз-Завахири вернулся в Афганистан и присоединился к арабским боевикам со всего Ближнего Востока, сражавшимся вместе с афганцами против советской армии во время вторжения СССР в Афганистан. Он поддержал бен Ладена, который стал влиятельной фигурой благодаря финансовой поддержке моджахедов.
Аз-Завахири последовал за бен Ладеном на его новую базу в Судане, а оттуда возглавил вновь собранную группу «Исламский джихад» в яростной кампании взрывов, направленных на свержение союзного США правительства Египта.
В ходе самой дерзкой атаки Джихад и другие боевики пытались убить президента Египта Хосни Мубарака во время визита в Эфиопию в 1995 году. Мубараку удалось избежать обстрела его кортежа, а его силы безопасности практически подавили воинственное движение в Египте в ходе последовавшего подавления.
Египетское движение потерпело неудачу. Но аз-Завахири привнес в Аль-Каиду тактику, которую он отточил в «Исламском джихаде».
Он способствовал использованию взрывов смертников, чтобы они стали визитной карточкой Аль-Каиды. В 1995 году он спланировал взрыв автомобиля смертником в посольстве Египта в Исламабаде, в результате которого погибли 16 человек, что предвещало более разрушительные взрывы Аль-Каидой посольств США в Кении и Танзании в 1998 году, в результате которых погибло более 200 человек.
В 1996 году Судан выслал бен Ладена, который забрал своих боевиков обратно в Афганистан, где они нашли убежище при радикальном режиме талибов. И снова за ним последовал аз-Завахири.
Два года спустя их связь была скреплена, когда бен Ладен, аз-Завахири и другие лидеры боевиков опубликовали «Декларацию джихада против евреев и крестоносцев». Он объявил, что Соединённые Штаты являются главным врагом ислама, и проинструктировал мусульман, что их религиозным долгом является «убивать американцев и их союзников».
Сообщение ознаменовало драматический сдвиг, который аз-Завахири претерпел под влиянием бен Ладена, перейдя от своей давней стратегии нападения на «ближнего врага» — союзные США арабские режимы, такие как Египет, — к «дальнему врагу», самим Соединённым Штатам.
25 сентября 2001 года Интерпол выдал ордер на его арест. Агентство Би-би-си называло аз-Завахири «вторым человеком в Аль-Каиде». Ещё до терактов 9/11 в СМИ указывали, что он являлся заместителем и предполагаемым преемником бен Ладена, также являясь его личным врачом.
Когда США вторглись в Афганистан, аз-Завахири и бен Ладен бежали в Пакистан, поскольку в южном афганском городе Кандагар в результате авиаудара США были убиты жена аз-Завахири и как минимум двое из их шести детей.
ЦРУ было близко к тому, чтобы, возможно, схватить аз-Завахири в 2003 году и убить его в 2004 году. ЦРУ решило, что в 2009 году оно, наконец, взяло аз-Завахири на прицел, но было обмануто двойным агентом, который взорвал себя, убив семерых сотрудников агентства и ранив ещё шестерых в Хосте, Афганистан.
В своем трактате 2001 года «Рыцари под знаменем пророка» аз-Завахири изложил долгосрочную стратегию джихадистского движения — нанести «как можно больше жертв» американцам, пытаясь при этом установить контроль над нацией в качестве базы «для начала битвы за восстановление священного халифата» исламского правления в мусульманском мире.
Аль-Каида вторглась в Европу. Сообщается, что террористы, участвовавшие в терактах в Мадриде, в результате которых погиб 191 человек, были вдохновлены Аль-Каидой, хотя прямая связь остаётся неопределенной. Аз-Завахири взял на себя ответственность Аль-Каиды за взрывы на транспорте в Лондоне в 2005 году, в результате которых погибли 52 человека, заявив, что некоторые преступники обучались в лагерях Аль-Каиды.
Не все террористические кампании были успешными. К 2006 году отделение Аль-Каиды в Саудовской Аравии было разгромлено. Самому аз-Завахири пришлось написать главе отделения Аль-Каиды в Ираке Абу Мусабу аз-Заркави, чтобы тот обуздал свои жестокие нападения на иракских шиитов, которые наносили ущерб на имидж сети среди мусульман.
Это подчеркнуло, что, сосредоточившись на «мусульманском авангарде», совершавшем драматические атаки, аз-Завахири так и не получил широкой поддержки Аль-Каиды в исламском мире, за исключением небольшого числа радикальных сторонников.
После того, как бен Ладен был убит в ходе рейда США в Абботтабаде (Пакистан), менее чем через два месяца Аль-Каида провозгласила аз-Завахири своим верховным лидером.
Любую информацию, которая поможет его поимке, ФБР оценила в 25 миллионов долларов.
Осенью 2012 года Айман аз-Завахири призвал мусульман всего мира вести священную войну против США и Израиля в отместку за фильм «Невинность мусульман», «оскорбляющий пророка Мухаммеда». Тогда же аз-Завахири охарактеризовал исламистов, совершивших нападения на посольства США в Каире и штурм консульства США в Бенгази (см. Нападения на дипломатические миссии США (2012)), как «честных и ревностных мусульман», он поприветствовал нападения на посольства и убийство американского посла и ещё троих сотрудников дипломатического ведомства США в Ливии.
11 сентября 2021 года, в 20-ю годовщину терактов в США, было опубликовано видеообращение аз-Завахири, в котором он восхваляет атаки «Аль-Каиды», в том числе на российских военных в Сирии в январе. Он также заявляет о том, что Иерусалим «никогда не будет еврейским». Аз-Завахири также упомянул о выводе США войск из Афганистана, однако не сказал ничего о захвате страны «Талибаном». SITE сообщает, что дата записи видео с лидером «Аль-Каиды» неизвестна.

## Гибель
Айман аз-Завахири был убит 31 июля 2022 года в Кабуле.
Обстоятельства
Ежедневно после молитвы Аз-Завахири выходил на балкон своего дома подышать свежим воздухом. 31 июля 2022 в 06:18 по местному времени (01:38 GMT) в балкон попали две ракеты; Аз-Завахири был убит, при этом все разрушения ограничились балконом. И жена, и дочь, находившиеся в доме, не пострадали. По сообщению BBC, высокая точность и эффективность удара объясняется применением ракет Hellfire с лазерным наведением.

### Комментарии
1. ↑   Ракеты запускаются с беспилотного аппарата (БПЛА) и направляются по лазерному лучу, управляемому удаленным оператором БПЛА (связь с оператором, находящемся на значительном удалении, происходит через спутник). Заметив цель, оператор фиксирует её с помощью механизма целеуказания (англ. targeting brackets) и направляет в точку прицеливания лазерный луч, по которому и следует выпущенная ракета[15][16]
2. ↑  Считается, что подобным образом в 2020 году был уничтожен иранский генерал Касем Сулеймани (Багдад, 2020) и боевик ИГ в Сирии Мухаммад Эмвази (2015)[16].
3. ↑  Предполагается, что для удара по Завахири была использована малоизвестная версия Hellfire — R9X, которая не несет взрывчатки, а вместо этого раскрывает шесть лезвий, поражающих цель за счет кинетической энергии самого снаряда[15].